# Жак Асеов
Жак Хаим Асеов е български предприемач от еврейски произход, роден в град Дупница.
Произхожда от богато еврейско семейство. Завършва икономика във Виена.
Той е сред най-богатите хора на времето в Царство България (състоянието му се оценявало на повече от 150 000 000 лв.), благодарение най-вече на семейния бизнес с тютюн. Наследява този бизнес от баща си с цигарената фабрика „Фернандес“. Учредител и собственик е заедно с брат си Уриел на фирмата „Балкантабак“, разпространител е и на филми. Запален планинар, Жак дарява на Българския туристически съюз немалки сума за построяването и обзавеждането на хижите „Скакавица“, „Осогово“, „Мусала“ и на Метеорологическата наблюдателница на връх Мусала. С негови пари е построено читалището „Напредък“ в град Дупница – дарение на стойност 250 000 лв.
През 1926 година става изключителен представител на германската тютюнева фирма „Реемтсма“ в Царство България, което увеличава състоянието му.
През 1935 година купува 835 акции на АД „Театър Роял” и става главен акционер. Започва сериозен ремонт на сградата — надстрояват се нови 4 етажа. През 1940 г. Асеов започва ремонт на залата. Днес в тази сграда се помещава театър „Българската армия“.
През 1936 година е участник в получилото голям резонанс съдебно дело, наречено „Процесът Жак Асеов – вестник „Полет“. Асеов губи делото за клевета срещу журналиста Янаки Почеканов. В основата на процеса е статия във вестник „Полет“ срещу „системата на шкартото“. Тя е позволявала на тютюнотърговците при изкупуване на тютюна от селските стопани да обявяват за брак до 50% от тяхната реколта.
В края на 30-те години разпродава част от имотите си и емигрира в САЩ.
През 1943, вече живеещ в Ню Йорк, Асеов участва в Спасяването на евреите в България.
Жак Асеов е също така социалдемократ, ротарианец, масон.
Удостоен със званието Почетен гражданин на Дупница през 2020 година.
Асеов е и един от героите на романа „Жените от Кино Роялъ“ (2019) на писателката Леа Коен.